# Verzorgingsplaats Peulwijk
Verzorgingsplaats Peulwijk is een verzorgingsplaats, gelegen tussen de verbindingsbogen van afrit 12 van de Nederlandse autosnelweg A4, en is opgedeeld in Peulwijk oost en west. Het ligt bij Delft in de gemeente Midden-Delfland.
Afrit 12 splitst zich in een afrit naar verzorgingsplaats Peulwijk Oost en West en een afrit naar Den Haag en Hoek van Holland. Op de verzorgingsplaats bevinden zich naast parkeermogelijkheden ook twee tankstations (één per richting). Bij verzorgingsplaats Peulwijk-West exploiteert Allego twee snelladers voor elektrische wagens en bij Peulwijk-Oost exploiteert Shell een aantal snelladers.
Richting Antwerpen:
Den Ruygen Hoek · 
Bospoort · 
Peulwijk-West
Richting Amsterdam:
Frontera · 
Peulwijk-Oost · 
Aurora · 
Den Ruygen Hoek